# Acacia conniana
Acacia conniana — вид квіткових рослин з родини бобових. Ареал: Австралія (пд. Західна Австралія).

## Екологія
Зустрічається вздовж південного узбережжя регіону Голдфілдс-Есперанс у Західній Австралії серед гранітних відслонень, що ростуть на неглибоких скелетних ґрунтах з ізольованими популяціями навколо Пінгеллі. Він також зустрічається на деяких островах архіпелагу Решерше, включаючи острів Міддл і острів Мондрейн.

## Біоморфологічна характеристика
Кущ зазвичай досягає висоти від 1,2 до 6 метрів і має щільний габітус. Він має темно-червоно-коричневу або сіру кору, яка має поздовжні тріщини біля основи основних стовбурів. У голих гілок нові смолисті кінчики. Зелені, висхідні до прямостоячих філодії мають довжину від 7 до 16 см і ширину від 3 до 12 мм і мають дуже вигнуту верхівку; також мають помітну середню жилку, а також дві інші трохи менш помітні жилки. Цвіте з вересня по листопад, утворюючи жовті квітки. Колоси мають довжину від 1 до 2,5 см і щільно засипані квітами золотистого кольору. Стручки голі, мають довжину до 10 см і ширину до 4 мм. Насіння всередині має довжину близько 5 мм.